# Federació Capverdiana de futbol
La Federació Capverdiana de futbol de Cap Verd (oficialment, Federação Cabo-Verdiana de Futebol) és l'organisme rector de futbol al país africà de Cap Verd. Està afiliada a la Confederació Africana de Futbol i el seu president és Victor Osório.